# 達維迪夫卡 (札波羅熱州)

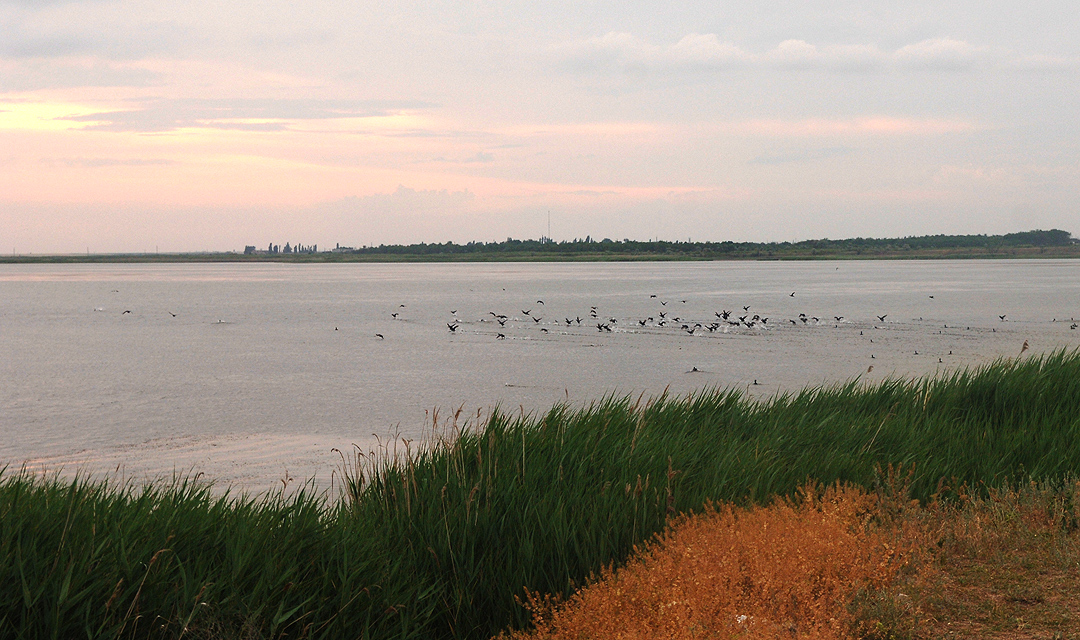

達維迪夫卡（羅馬化：Davydivka），亦译为达维多夫卡，是位於烏克蘭南部扎波羅熱州梅利托波爾區亞基米夫卡市鎮的村莊。該村處於大烏特柳克河畔，始建於1852年，面積3.15平方公里，海拔高度5米，2001年人口972。

## 備註
1. ↑  俄語：